# جورجينيو (لاعب كرة قدم مواليد 1965)
جورجينيو (بالبرتغالية: Jorge Luís da Silva‏) هو لاعب كرة قدم ومدرب كرة قدم برازيلي في مركز الوسط، ولد في 22 مايو 1965 في ساو باولو في البرازيل. شارك مع منتخب البرازيل لكرة القدم. أما مع النوادي، فقد لعب مع جمعية بورتوغيزا الرياضية وسانتو أندريه ونادي أفاي ونادي بالميراس ونادي سانتوس ونادي فلومينينسي ونادي كوريتيبا.